# Il meglio di Raffaella Carrà
Il meglio di Raffaella Carrà è la seconda raccolta italiana della cantante Raffaella Carrà, pubblicata nel mese di settembre 1975 dall'etichetta discografica Compagnia Generale del Disco (CGD) e distribuita dalle Messaggerie Musicali di Milano.

## Il disco
Si tratta di fatto della prima raccolta dell'artista su supporto in vinile, infatti quella dell'anno precedente, I successi di Raffaella Carrà, fu pubblicata esclusivamente in formato Stereo8 e ristampata su CD soltanto nel 1994.
Nessun inedito presente, ma se si esclude la prima raccolta su Stereo8, T'ammazzerei compare per la prima volta su 33 giri.
Nel 1975 la cantante aveva lasciato già da tempo l'etichetta RCA Italiana per passare alla CGD, nonostante ciò la compilation contiene vari successi del triennio 1970-72 con RCA. In pratica tutti i brani del lato A (tranne Felicità tà tà e Rumore), T'ammazzerei e Borriquito sul B.
Raccolta mai promossa dalla cantante e mai pubblicata in formato digitale o sulle piattaforme streaming.
Le note interne all'LP contengono una biografia dell'artista scritta da Paolo Limiti.

## Tracce
Lato A
1. Tuca tuca – 2:39 (testo: Gianni Boncompagni – musica: Franco Pisano; edizioni musicali BMG Ricordi)
2. Chissà se va – 2:52 (testo: Castellano e Pipolo[4] – musica: Franco Pisano; edizioni musicali Suvini Zerboni)
3. Ma che musica maestro – 3:15 (testo: Sergio Paolini, Stelio Silvestri – musica: Franco Pisano; edizioni musicali BMG Ricordi)
4. Papà – 3:44 (Gianni Boncompagni; edizioni musicali BMG Ricordi)
5. Felicità tà tà – 3:04 (testo: Gianni Boncompagni, Dino Verde – musica: Gianni Boncompagni, Paolo Ormi; edizioni musicali Sugar  Music)
6. Rumore – 3:30 (testo: Andrea Lo Vecchio – musica: Guido Maria Ferilli; edizioni musicali Alfiere)

Lato B
1. Ti ammazzerei[5] – 2:59 (testo: Antonio Amurri – musica: Gianni Boncompagni; edizioni musicali RCA Italiana)
2. Il guerriero – 3:12 (Gianni Boncompagni; edizioni musicali Sugar Music)
3. Tea for Two – 2:16 (testo: Irving Caesar, Otto Harbach – musica: Vincent Youmans)
4. Borriquito – 3:40 (Peret; edizioni musicali Arabella)
5. Tabù – 2:54 (testo: Gianni Boncompagni, Andrea Lo Vecchio – musica: Andrea Lo Vecchio; edizioni musicali Sugar Music)
6. Din don dan – 3:04 (testo: Roberto Lerici – musica: Gianni Ferrio; edizioni musicali Sugar Music)